# George Keys
George Arthur Keys (Christchurch, 12 de diciembre de 1959) es un deportista neozelandés que compitió en remo.
Participó en dos Juegos Olímpicos de Verano, obteniendo una medalla de bronce en Seúl 1988, en la prueba de cuatro con timonel, y el cuarto lugar en Los Ángeles 1984, en el ocho con timonel.
Ganó dos medallas de oro en el Campeonato Mundial de Remo, en los años 1982 y 1983.

## Palmarés internacional
| Juegos Olímpicos   | Juegos Olímpicos     | Juegos Olímpicos  | Juegos Olímpicos   |
| Año                | Lugar                | Medalla           | Prueba             |
| ------------------ | -------------------- | ----------------- | ------------------ |
| 1988               | Seúl (Corea del Sur) | Medalla de bronce | Cuatro con timonel |
| Campeonato Mundial |                      |                   |                    |
| Año                | Lugar                | Medalla           | Prueba             |
| 1982               | Lucerna (Suiza)      | Medalla de oro    | Ocho con timonel   |
| 1983               | Duisburgo (RFA)      | Medalla de oro    | Ocho con timonel   |